# Ashtabula
Ashtabula är en stad ("city") i Ashtabula County i den amerikanska delstaten Ohio med en yta av 20 km² och en folkmängd som uppgår till 20 962 invånare (2000).

## Kända personer från Ashtabula
- Robert Lighthizer, advokat, USA:s handelsrepresentant i Donald Trumps kabinett
- Jesse Fuller McDonald, politiker, guvernör i Colorado 1905–1907